# وودبرو، ویلتشر
وودبرو (به انگلیسی: وودبورو) یک روستا و محله مدنی در بریتانیا است که در ویلتشر واقع شده‌است. وودبرو ۲۹۲ نفر جمعیت دارد.